# ハニースプリングスの戦い
ハニースプリングスの戦い（ハニースプリングスのたたかい、英: Battle of Honey Springs、またはエルククリーク事件、英: Affair at Elk Creek）は、南北戦争3年目の1863年7月17日に、当時のインディアン準州の支配を巡って起きた戦闘である。後にオクラホマ州となるこの地域では最大の戦闘であり、北軍にとって重要な勝利となった。両軍の戦力で、白人が少数だったことでは特異なものである。北軍はアフリカ系アメリカ人とインディアン、南軍はインディアンがその戦力のかなりの部分を占めていた。
戦場になったのは現在のオクラホマ州チェコタ町となっている場所の北東約4.5マイル (7.2 km)、マスコギー市の南15マイル (24 km) だった。ギブソン砦からは約20マイル (32 km) でもあった。

## 背景
南北戦争が始まったとき、インディアン準州にいた文明化五部族は文化と経済の理由から南軍側に付くことを選び、ダグラス・H・クーパー将軍の指導下に部隊を立ち上げ、チュステナラの戦い（1861年12月）を頂点とする短い方面作戦の後に、北軍寄りのクリーク族インディアンを追い出した。しかし1863年までに、この地域の南軍の形勢は悪くなっていた。カンザス州からジェイムズ・G・ブラント少将が率いてきた北軍の作戦行動は、地域の北部から南軍を駆逐し、チェロキー族の多くは北軍を支持する側に寝返っていた。ウィリアム・A・フィリップス大佐が率いた北軍部隊が4月にインディアン準州のギブソン砦を取り戻し、スミス砦の南軍に脅威を与えた。しかし、フィリップスの供給線はギブソン砦から北のカンザス州スコット砦まで175マイル (282 km) も伸びていた。ハニースプリングスにあったクーパーの宿営地から出動した南軍の騎兵隊が、度々ギブソン砦に嫌がらせを行い、その供給線を攻撃した。

## 戦闘の準備
ハニースプリングスは南北戦争の前までテキサス道路にある駅馬車の停車場だった。主要な呼び物は幾つかの泉があることであり、人と馬に水を供給していた。雑貨店、病院があった他に、兵士のための多くのテントがあった。1863年、南軍が約6,000名の兵士をこの地点に派遣した。食料などはスミス砦、ボギー駅、コブ砦、アーバックル砦、ウォシタ砦から供給されていた。しかし、南軍はキャビンクリークの戦いで北軍の200両もある輜重隊の進行を止めることができなかった。この補給部隊はギブソン砦に到着したのは、ブラント将軍自身が到着したのとほぼ同じ頃となり、ブラントは兵士や大砲を更に連れて来ていた。砦の北軍は約3,000名になった。
スコフィールド将軍の戦闘後報告書に拠れば、ブラントは7月11日にその地域に到着していた。アーカンザス川の水位が上がっていたので、ブラントは兵士にボートを作って部隊を渡し始めるよう命じた。この間にブラントは脳炎を患っていたようである。というのも7月14日は高熱と戦ってベッドに臥せっていなければならなかったからである。
南軍は勢力的に優勢であると考え、南軍はギブソン砦の北軍に対して反撃を行う作戦を立てた。戦力はクーパーのインディアン部隊にテキサス兵を幾らか付け、さらにスミス砦で宿営していたウィリアム・キャンベル准将の3,000名を付けることにした。キャンベル隊はハニースプリングスに7月17日までに到着する予定だった。クーパーは南軍の重要な補給基地であるハニースプリングスに部隊を進め、行軍して来ているキャベルの旅団を待つ間に休息と装備を行っていた。ブラント将軍の北軍はクーパーの作戦に関する情報を得ており、キャベルの部隊が到着して南軍が数的に優勢になる前に先制攻撃を行うことにした。ブラントの指揮下にあったのは五部族全てから徴兵したインディアン準州軍3個連隊、カンザス第1有色人歩兵連隊、白人の騎兵2個大隊（カンザス第6騎兵隊とウィスコンシン第3騎兵隊）、コロラド第2歩兵連隊の6個中隊で構成される白人歩兵大隊、およびカンザス砲兵2個大隊だった。

## 北軍の進軍
ブラント隊は7月16日にアーカンザス川を渡った。午後11時にハニースプリングスに向けた行軍を開始し、夜通し進んだ。この地域の目印であるチムニーロック近くで南軍哨兵に遭遇した。その哨兵を蹴散らした後、エルク・クリークの北で南軍の偵察隊に出逢った。その後7月17日早朝にエルク・クリーク傍の南軍宿営地に出てきた。南軍哨兵が朝の光の中で敵の銃を目撃し、クーパーに知らせるために走った。ブラント隊は朝食を摂って休憩した後、配下の部隊を2個旅団に編成した。最初の旅団はウィリアム・A・フィリップスが率い、カンザス第6騎兵隊の1個大隊、インディアン準州軍第1および第3連隊、コロラド第2歩兵連隊の1個大隊、およびヘンリー・ホプキンス大尉が指揮するカンザス砲兵の大隊（大砲4門）、さらに騎兵隊に付設されたエドワード・A・スミス大尉の大隊の大砲2門があった。第2の旅団はウィリアム・R・ジャドソン大佐が率い、ウィスコンシン第3騎兵隊、インディアン準州軍第2連隊、カンザス第1有色人歩兵連隊で構成され、兵士は推定700名、スミスのカンザス砲兵隊の残りが付いてた。

## 戦闘
ブラントの攻撃は7月17日に始まり、朝の散発的な小競り合いにより、南軍兵士の多くは火薬が湿って多くの失火や事故が生じていた。砲撃戦の間に両軍とも大砲1門ずつを失った。北軍主力の攻撃は午後の半ばに始まり、夕立が始まったことで南軍の弾薬の問題が酷くなった。その後ブラントはタイミングを見極めて、カンザス第1有色人歩兵連隊に攻撃を命じた。ジェイムズ・M・ウィリアムズ大佐がこの有色人歩兵連隊を率いて前進したが、南軍はその陣地を守った。ウィリアムズが負傷したが、その配下の部隊は秩序ある後退を行い、散発的な銃撃が続いた。戦闘後に、ブラントは「私は黒人連隊が行ったような戦闘を見たことがなかった。...黒人が戦うという問題は決着されている。かつて私の指揮下にあったどの部隊よりもあらゆる面で彼らは優れた兵士である」と記していた。そうしている間に、インディアン準州軍第2連隊が、南軍と北軍の前線の間にあった無人地帯に迷い込んでしまった。北軍の指揮官がその部隊に後退するよう命じたので、南軍はそれが北軍の撤退命令だと思い込んで攻撃した。南軍は、カンザス第1有色人歩兵連隊が保持していた防衛線に向かって突撃し、撃退された。
クーパーは配下の兵士に新しい弾薬を得させるために補給所への後退をさせたが、北軍が接近して圧力を与え続けた。クーパーの南軍が当初の陣地から4分の1マイル (400 m) ほど南のエルク・クリークに架かる橋で抵抗したときに、激しい戦闘になった。北軍が南軍を押しつづけ、次第にクーパー隊の左翼に回り始めたので、南軍が総退却になった。クーパーは後衛戦を行おうとして、ハニースプリングス補給所の南2分の1マイル (800 m) で最後の抵抗を行った。チョクトー族とチカソー族連隊による半時間の抵抗が行われたが、その多くは組織が働かず、士気も落ちており、多くの場合には弾薬の問題もあって、武装の無いインディアンとテキサス兵は単に逃げ続けただけだった。勝に乗った北軍はハニースプリングス補給所を占領し、直ぐに使えないものは焼き、戦場を制圧した。ブラントはこの戦闘を大勝利だと喧伝し、その損失は戦死17名、負傷60名、合計77名だとし、敵は500名を超える損失を出したと報告した。ただし、クーパーは自軍の損失を戦死または負傷134名、捕虜47名、合計181名と報告していた。クーパーは敵の損失が200名以上だと主張してもいた。

## 北軍勝利の要因
北軍はその黒人とインディアンの部隊を含め、その武装で質量ともに絶対的優位にあった。北軍の大砲は1857年の12ポンド・ナポレオン榴弾砲10門、6ポンド榴弾砲2門を所持していた他に多くのスプリングフィールド・ライフル銃を持っていた。勿論北軍は十分な量の砲弾、破裂弾、弾筒を持っていた。
南軍は武装がお粗末であり、典型的なのは時代遅れの滑腔マスケット銃や火打ち石式散弾銃だった。これらのための弾薬は主に安いメキシコの火薬で作られており、雨が降るとその信頼性が著しく落ちた。
南軍のお粗末な装備に夕立が加わってその火薬を使えなくし、南軍敗北の大きな要因になったが、その目撃者の中でもクリーク族インディアンの酋長ジョージ・ワシントン・グレイソンは、クーパーのまずい指揮が敗北の原因だと指摘し、南軍兵の半分は戦闘に参加してすらいなかったとも論じていた。

## 戦闘の後
この戦闘後、敗北した南軍が撤退し、仲間の死体がそのまま残された。約50マイル (80 km) 先でキャベルの救援隊3,000名に落ち合った。北軍のブラント将軍は自軍の兵士や馬が大変疲れていたので、追撃は掛けなかった。戦場で一夜を過ごすように命じ、負傷者を手当てし、両軍の死者を埋葬した。ブラント自身はまだ脳炎の高熱が引いていなかった。その日の残り時間はベッドの中で過ごすしかなかった。翌日遅く、ブラントは部隊にギブソン砦に戻ることを命じた。後にクーパーはブラントに宛てて手紙を書き、南軍兵の死体を埋葬してくれたことに謝意を表した。戦後、北軍兵の遺骸が掘り出され、ギブソン砦国立墓地に再度葬られた。
この戦闘はインディアン準州で戦われたものとしては最大となり、その結果は決定的なものになった。オクラホマ歴史協会はその重要性をゲティスバーグの戦いにも擬えている。北軍の勝利は、ブラント軍がスミス砦を占領し、アーカンザス川バレーをミシシッピ川まで全てが開けることになった。南軍は1863年8月にスミス砦を放棄し、北軍が占領するに任せた。スタンド・ワティーのような著名な南軍士官の努力にも拘わらず、この地域の南軍は主導権を取り戻すことがなく、北軍に対して正面から会戦を挑めずに、ゲリラ戦や小規模の騎兵に拠る襲撃に全面的に頼ることになった。ハニースプリングス補給所の物資を失ったことは同様に破滅的なことになった。南軍は既に靴ひも予算（貧しさの表現）とまずい装備で運営されており、その戦闘力を維持するためには次第に北軍から捕獲した軍需品に頼るようになっていった。

## 対戦した戦力

### 北軍
フロンティア小軍管区 - ジェイムズ・G・ブラント少将
- 第1旅団 - ウィリアム・R・ジャドソン大佐
  - インディアン準州軍第2連隊 --- フレッド・W・シャウアート中佐
  - カンザス第1有色人歩兵連隊 --- ジェイムズ・M・ウィリアムズ大佐（負傷）、ジョン・ボウルズ中佐
  - ウィスコンシン第3騎兵隊6個中隊 --- エドワード・A・スティーブンス大尉
- 第2旅団 - ウィリアム・A・フィリップス大佐
  - コロラド第2歩兵連隊6個中隊 --- セオドア・H・ドッド大佐
  - インディアン準州軍第1連隊 --- スティーブン・H・ワットルズ大佐
  - カンザス第6騎兵隊分遣隊 --- ウィリアム・F・キャンベル大佐
- 砲兵隊
  - カンザス第2軽装砲兵隊
  - 第1部 --- エドワード・A・スミス大尉
  - 第2部 --- ジョン・P・グラスバーガー中尉
  - カンザス第3軽装砲兵隊 --- ヘンリー・ホプキンス大尉

### 南軍
インディアン部隊第1旅団 - ダグラス・H・クーパー准将
- テキサス旅団 - トマス・C・バス大佐
  - テキサス第20騎兵隊（下馬） --- トマス・コーカー・バス大佐
  - テキサス第29騎兵隊 - チャールズ・デモース大佐（負傷）
  - テキサス第5パーティザン・レンジャーズ --- レオニダス・M・マーティン大佐
- インディアン旅団 - ダグラス・H・クーパー准将
  - チェロキー第1騎馬ライフル銃隊 --- ジョセフ・F・トンプソン少佐
  - チェロキー第2騎馬ライフル銃隊 --- ジェイムズ・M・ベル中佐
  - チェロキー連隊 --- スタンド・ワティー大佐（参戦せず）
  - チョクトー第1隊 --- チカソー騎馬ライフル銃隊 --- タンディ・ウォーカー大佐
  - クリーク第1隊 --- ダニエル・N・マッキントッシュ大佐
  - クリーク第2隊 --- チリー・マッキントッシュ大佐
- 砲兵隊と騎兵隊
  - リーの大隊 --- ロスウェル・W・リー大尉
  - スカンランドのテキサス騎兵大隊 --- ジョン・スカンランド大尉
  - ジレットのテキサス騎兵大隊 --- L・E・ジレット大尉

スタンド・ワティー大佐はこの戦闘に参加したと考えられたが、戦闘が始まる直ぐ前にクーパーが陽動行動のためにウェバーズフォールズ方向に派遣していた。

## 現在の戦場跡
ハニースプリングスの戦場跡はオクラホマ州マッキントッシュ郡のアメリカ国道69号線の東にあり、レンティズビルとオクタハの間に位置する。現在はオクラホマ歴史協会が管理している。1997年マスタープラン報告書に拠れば、当初の戦場は広さ2,997エーカー (12.13 km²) あり、その内オクラホマ歴史協会が957エーカー (3.87 km²) を所有していた。北側3分の1はマスコギー郡に、南側3分の2はマッキントッシュ郡にある。
2011年8月21日、アメリカ合衆国農務省田園部開発局が、オクラホマ歴史協会、マッキントッシュ郡、および地域の非営利組織を含む官民共同事業体で、190万ドルをかけ、現有の小さなトレーラーによる施設に代わって5,000平方フィート (460 m²) の観光案内所を建設すると発表した。「タルサ・ワールド」紙にのった2011年11月の記事は、アメリカ合衆国内務省がハニースプリングス戦場跡をアメリカ合衆国国定戦場跡公園に指定することを検討中であると報じた。2013年、この戦場跡はアメリカ国立公園局からアメリカ合衆国国定歴史建造物に指定された。